# لاناردو تينر
لاناردو تينر (بالإنجليزية: Lanardo Tyner)‏ مواليد 2 أغسطس 1975 في ديترويت، هو ملاكم محترف أمريكي يصنف ضمن فئة وزن الوسط.

## إحصائيات
خاض خلال مسيرته 44 نزالا، فاز في 30 وتعادل في 2 وخسر في 10. فاز بالضربة القاضية في 20 نزالا.

## روابط خارجية
- لاناردو تينر على موقع بوكس ريك (الإنجليزية) (registration required)